# Dustin Nguyen
Dustin Nguyen (Ciudad Ho Chi Minh, 17 de septiembre de 1962) es un actor y experto en artes marciales vietnamitaestadounidense. Se hizo popular por su personaje Harry Truman Ioki en 21 Jump Street y por su papel de Johnny Loth en V.I.P..

## Biografía
Dustin Nguyen nació como Nguyen Xuan Tri en Saigón (hoy Ciudad Ho Chi Minh) el 17 de septiembre de 1962. Emigró a los Estados Unidos con su familia en 1975, cuando Saigón cayó.
Al principio la familia vivió en un campo de refugiados en Guam y luego en Fort Chaffee, Arkansas, hasta que una iglesia metodista patrocinó su traslado a San Louis. Allí cambió su nombre de Tri a Nguyen, aprendió rápidamente inglés y graduó con excelentes notas en el colegio. También empezó allí a hacer artes marciales consiguiendo un cinturón en Taekwondo cuando tenía 17 y estudió adicionalmente boxeo y kick boxing.
Más tarde se establecieron en el condado de Orange, California, donde su pasión por la actuación comenzó a florecer. Asistió al Orange Coast College para estudiar comunicaciones mientras continuaba estudiando varias artes marciales, incluido el Jeet kune do. En el segundo año esa pasión le llevó a Nguyen a dejar la universidad y empezar a coger la carrera de actor. Al principio hizo pequeños papeles. Finalmente tuvo éxito, cuando protagonizó a uno de los protagonistas de 21 Jump Street, el detective Harry Ioki.
Después de ello Nguyen empezó a hacer carrera interpretando papeles en películas como El cielo y la tierra (1993) o 3 Ninjas Kick back (1994). Más tarde consiguió otro éxito en la serie V.I.P., interpretando a uno de sus protagonistas. Sin embargo, después de ello, su vida privada y profesional empezó a declinar, ya que su mujer Angela Rockwood, con la que se casó en 2001, tuvo un accidente en el mismo año, el cual mató a otra actriz colega suyo, Thuy Trang. A causa de ello, Nguyen dejó de actuar y empezó a trabajar en otro empleo.
Todo cambió en 2005, cuando Nguyen consiguió a través de un amigo suyo un papel en la película Little Fish (2005). Pudo recuperar así su pasión por ser actor a pesar de no haber tenido éxito, lo que preocupó a Nguyen. Por ello tomó la decisión de volver a su país de origen y actuar allí empezando con la película The Rebel (2007), lo que le motivó a volver a Vietnam de forma permanente, donde empezó a dirigir y a fundar una empresa productora. Se divorció de su mujer en 2011. Luego Nguyen se casó ota vez el 21 de enero de 2015 con Bebe Pham y tuvo dos hijos con ella, que ya tuvo con ella antes del matrimonio.
Más tarde, cuando se estableció completamente en Vietnam, Nguyen volvió otra vez a Hollywood, donde interpretó el papel del malvado Zing en la serie Warrior en 14 episodios.

## Filmografía (Selección)

### Películas
| Año  | Título                      | Papel            | Notas                                 |
| ---- | --------------------------- | ---------------- | ------------------------------------- |
| 1992 | Rapid Fire                  | Paul Yang        | junto con Brandon Lee y Nick Mancuso  |
| 1993 | El cielo y la tierra        | Sau              | junto con Tommy Lee Jones y Joan Chen |
| 1994 | 3 Ninjas Kick Back          | Glam             |                                       |
| 2005 | Little Fish                 | Johny            |                                       |
| 2007 | Saigon Eclipse              | Kim              |                                       |
| 2007 | The Rebel                   | Sy               |                                       |
| 2010 | Fool for Love               | Dung             |                                       |
| 2013 | Once Upon a Time in Vietnam | Dao              |                                       |
| 2014 | 22 Jump Street              | Jesús Vietnamita | junto con Ice Cube                    |
| 2022 | Blade of the 47 Ronin       | Lord Nikko       | junto con Mark Dacascos               |

### Series
| Año       | Título         | Papel             | Notas        |
| --------- | -------------- | ----------------- | ------------ |
| 1987–1991 | 21 Jump Street | Harry Truman Ioki | 82 episodios |
| 1994      | Sea Quest 2032 | Jefe William Shan | 4 episodios  |
| 1997      | Die Gang       | Marc Wiessner     | 13 episodios |
| 1999–2002 | V.I.P.         | Johnny Loh        | 62 episodios |
| 2019–2022 | Warrior        | Zing              | 14 episodios |